# Безансон (округ)
Безансон (фр. Besançon) — округ (фр. Arrondissement) во Франции, один из округов в регионе Франш-Конте. Департамент округа — Ду. Супрефектура — Безансон.
Население округа на 2006 год составляло 259 168 человек. Плотность населения составляет 104 чел./км². Площадь округа составляет всего 2497 км².